# Coupe de France de football 1963-1964
Navigation
Coupe de France 1962-1963 Coupe de France 1964-1965
L'édition 1963-1964 de la Coupe de France est la 47e édition de la Coupe de France de football. Celle-ci est remportée par l'Olympique lyonnais, vainqueur des Girondins de Bordeaux lors de la finale du 10 mai 1964.
Il s'agit de la toute première Coupe de France remportée par les lyonnais.

## Trente-deuxièmes de finale
| Division        | Club                     | Score      | Club                         | Division        |
| --------------- | ------------------------ | ---------- | ---------------------------- | --------------- |
| Division 2 (D2) | AS Aix-en-Provence       | 3 - 1 a.p. | Olympique de Marseille       | Division 2 (D2) |
| CFA (D3)        | FC Mulhouse 1893         | 3 - 1      | US Blanzy-Montceau-les-Mines | DH (D4)         |
| Division 2 (D2) | FC Nancy                 | 2 - 1      | AC Cambrai                   | DH (D4)         |
| Division 1 (D1) | OGC Nice                 | 4 - 2      | GFC Ajaccio                  | CFA (D3)        |
| Division 1 (D1) | RC Paris                 | 2 - 1      | RC Calais                    | CFA (D3)        |
| Division 1 (D1) | Stade de Reims           | 4 - 2      | Stade français FC            | Division 1 (D1) |
| Division 1 (D1) | FC Rouen                 | 2 - 0      | CA Vitry-sur-Seine           | DH (D4)         |
| Division 1 (D1) | AS Saint-Étienne         | 2 - 0      | Stade saint-germanois        | CFA (D3)        |
| Division 2 (D2) | Red Star OA              | 4 - 2      | Stade rennais UC             | Division 1 (D1) |
| Division 1 (D1) | UA Sedan-Torcy           | 3 - 1 a.p. | US Boulogne-sur-Mer          | Division 2 (D2) |
| DH (D4)         | CS Pierrots Strasbourg   | 5 - 2      | AS Talange                   |                 |
| Division 2 (D2) | SC Toulon                | 1 - 1 a.p. | AS Cannes                    | Division 2 (D2) |
| Division 1 (D1) | US Valenciennes-Anzin    | 1 - 0      | US Quevilly                  | CFA (D3)        |
| Division 1 (D1) | RC Strasbourg            | 2 - 0      | RCFC Besançon                | Division 2 (D2) |
| CFA (D3)        | CA Montreuil             | 5 - 1      | FC Libourne                  | DH (D4)         |
| Division 1 (D1) | AS Monaco FC             | 2 - 1 a.p. | SA Thiers                    | CFA (D3)        |
| Division 2 (D2) | FC Metz                  | 3 - 0      | Entente Chaumont AC          | CFA (D3)        |
| Division 1 (D1) | Angers SCO               | 2 - 0      | AAJ Blois                    | CFA (D3)        |
| CFA (D3)        | US Albi                  | 2 - 1      | FC Martigues                 | PH (D5)         |
| PH (D5)         | RC Agde                  | 0 - 0 a.p. | ES Bagnols-sur-Sèze-Marcoule | DH (D4)         |
| Division 2 (D2) | AS Béziers               | 2 - 1      | FC Annecy                    | CFA (D3)        |
| Division 1 (D1) | FC Girondins de Bordeaux | 2 - 1      | Toulouse FC                  | Division 1 (D1) |
| CFA (D3)        | AS Bagneaux-Nemours      | 2 - 1      | Stade béthunois              |                 |
| CFA (D3)        | LB Châteauroux           | 6 - 1      | Stade morlaisien             |                 |
| Division 2 (D2) | AS Cherbourg             | 1 - 1 a.p. | Le Havre AC                  | Division 2 (D2) |
| Division 1 (D1) | Olympique lyonnais       | 2 - 1      | Nîmes Olympique              | Division 1 (D1) |
| Division 1 (D1) | FC Nantes                | 7 - 0      | Stade camblanais             | DH (D4)         |
| Division 2 (D2) | Lille OSC                | 1 - 1 a.p. | AS Aulnoye                   | CFA (D3)        |
| Division 1 (D1) | RC Lens                  | 1 - 1 a.p. | CO Roubaix-Tourcoing         | Division 2 (D2) |
| Division 2 (D2) | US Forbach               | 2 - 0      | AS Orléans                   | CFA (D3)        |
| DH (D4)         | SO Cholet                | 5 - 0      | Jeunesse villenavaise        | DH (D4)         |
| Division 2 (D2) | FC Sochaux-Montbéliard   | 3 - 2 a.p. | FC Grenoble                  | Division 2 (D2) |

### Matches rejoués
| Division        | Club         | Score      | Club                         | Division        |
| --------------- | ------------ | ---------- | ---------------------------- | --------------- |
| Division 2 (D2) | SC Toulon    | 4 - 1      | AS Cannes                    | Division 2 (D2) |
| PH (D5)         | RC Agde      | 2 - 2 a.p. | ES Bagnols-sur-Sèze-Marcoule | DH (D4)         |
| PH (D5)         | RC Agde      | 3 - 0      | ES Bagnols-sur-Sèze-Marcoule | DH (D4)         |
| Division 2 (D2) | AS Cherbourg | 2 - 1      | Le Havre AC                  | Division 2 (D2) |
| Division 2 (D2) | Lille OSC    | 1 - 0      | AS Aulnoye                   | CFA (D3)        |
| Division 1 (D1) | RC Lens      | 1 - 0      | CO Roubaix-Tourcoing         | Division 2 (D2) |

## Seizièmes de finale
| Division        | Club                     | Score      | Club                | Division        |
| --------------- | ------------------------ | ---------- | ------------------- | --------------- |
| Division 1 (D1) | FC Girondins de Bordeaux | 4 - 0      | FC Metz             | Division 2 (D2) |
| Division 1 (D1) | US Valenciennes-Anzin    | 2 - 1      | AS Saint-Étienne    | Division 1 (D1) |
| Division 2 (D2) | SC Toulon                | 2 - 1      | SO Cholet           | DH (D4)         |
| Division 1 (D1) | RC Strasbourg            | 3 - 0      | AS Bagneaux-Nemours | CFA (D3)        |
| DH (D4)         | CS Pierrots Strasbourg   | 1 - 1 a.p. | RC Agde             | PH (D5)         |
| Division 2 (D2) | FC Sochaux-Montbéliard   | 2 - 1      | AS Monaco FC        | Division 1 (D1) |
| Division 2 (D2) | Red Star OA              | 1 - 1 a.p. | LB Châteauroux      | CFA (D3)        |
| Division 1 (D1) | FC Rouen                 | 0 - 0 a.p. | AS Béziers          | Division 2 (D2) |
| Division 1 (D1) | Stade de Reims           | 3 - 3 a.p. | Lille OSC           | Division 2 (D2) |
| Division 1 (D1) | RC Paris                 | 1 - 0      | AS Aix-en-Provence  | Division 2 (D2) |
| Division 2 (D2) | AS Cherbourg             | 0 - 0 a.p. | US Albi             | CFA (D3)        |
| Division 1 (D1) | RC Lens                  | 1 - 1 a.p. | Angers SCO          | Division 1 (D1) |
| Division 1 (D1) | Olympique lyonnais       | 2 - 0      | US Forbach          | Division 2 (D2) |
| Division 2 (D2) | FC Nancy                 | 2 - 1      | FC Mulhouse 1893    | CFA (D3)        |
| Division 1 (D1) | FC Nantes                | 1 - 0      | UA Sedan-Torcy      | Division 1 (D1) |
| Division 1 (D1) | OGC Nice                 | 2 - 1      | CA Montreuil        | CFA (D3)        |

### Matches rejoués
| Division        | Club                   | Score      | Club           | Division        |
| --------------- | ---------------------- | ---------- | -------------- | --------------- |
| DH (D4)         | CS Pierrots Strasbourg | 1 - 1 a.p. | RC Agde        | PH (D5)         |
| DH (D4)         | CS Pierrots Strasbourg | 1 - 1 a.p. | RC Agde        | PH (D5)         |
| DH (D4)         | CS Pierrots Strasbourg | 2 - 1 a.p. | RC Agde        | PH (D5)         |
| Division 2 (D2) | Red Star OA            | 3 - 1      | LB Châteauroux | CFA (D3)        |
| Division 1 (D1) | FC Rouen               | 1 - 0      | AS Béziers     | Division 2 (D2) |
| Division 1 (D1) | Stade de Reims         | 2 - 1      | Lille OSC      | Division 2 (D2) |
| Division 2 (D2) | AS Cherbourg           | 1 - 0      | US Albi        | CFA (D3)        |
| Division 1 (D1) | RC Lens                | 2 - 1      | Angers SCO     | Division 1 (D1) |

## Huitièmes de finale
| Division        | Club                     | Score      | Club                   | Division        |
| --------------- | ------------------------ | ---------- | ---------------------- | --------------- |
| Division 1 (D1) | FC Girondins de Bordeaux | 1 - 0      | SC Toulon              | Division 2 (D2) |
| Division 1 (D1) | RC Lens                  | 4 - 2 a.p. | FC Sochaux-Montbéliard | Division 2 (D2) |
| Division 1 (D1) | Olympique lyonnais       | 3 - 0      | AS Cherbourg           | Division 2 (D2) |
| Division 1 (D1) | FC Nantes                | 1 - 0      | RC Strasbourg          | Division 1 (D1) |
| Division 1 (D1) | OGC Nice                 | 1 - 0      | Stade de Reims         | Division 1 (D1) |
| Division 1 (D1) | FC Rouen                 | 2 - 1      | RC Paris               | Division 1 (D1) |
| Division 1 (D1) | US Valenciennes-Anzin    | 2 - 0      | FC Nancy               | Division 2 (D2) |
| Division 2 (D2) | Red Star OA              | 1 - 0      | CS Pierrots Strasbourg | DH (D4)         |

## Quarts de finale
| Division        | Club                     | Score | Club        | Division        |
| --------------- | ------------------------ | ----- | ----------- | --------------- |
| Division 1 (D1) | Olympique lyonnais       | 2 - 1 | RC Lens     | Division 1 (D1) |
| Division 1 (D1) | FC Girondins de Bordeaux | 2 - 0 | Red Star OA | Division 2 (D2) |
| Division 1 (D1) | US Valenciennes-Anzin    | 1 - 0 | FC Rouen    | Division 1 (D1) |
| Division 1 (D1) | FC Nantes                | 4 - 1 | OGC Nice    | Division 1 (D1) |

## Demi-finale
| Division        | Club                     | Score | Club                  | Division        |
| --------------- | ------------------------ | ----- | --------------------- | --------------- |
| Division 1 (D1) | Olympique lyonnais       | 2 - 0 | US Valenciennes-Anzin | Division 1 (D1) |
| Division 1 (D1) | FC Girondins de Bordeaux | 2 - 0 | FC Nantes             | Division 1 (D1) |

## Finale
| Entraîneur :    |
| Lucien Jasseron |

| Entraîneur :     |
| Salvador Artigas |

| Entraîneur :    |
| Lucien Jasseron |

| Entraîneur :     |
| Salvador Artigas |